# Shqiponja Brahja
Shqiponja Brahja (ur. 28 lipca 1973) – albańska sztangistka występująca w kategorii wagowej do 48 kg.

## Kariera sportowa
22 września 2010 roku wzięła udział w XXI Mistrzostwach Świata w Podnoszeniu Ciężarów w Antalyi, zdobywając 11. miejsce z wynikiem 170 kg.
4 listopada 2011 roku uczestniczyła w XXII Mistrzostwach Świata w Paryżu z wynikiem 171 kg; została jednak zdyskwalifikowana na okres 2 lat z powodu stosowania dopingu. Dokładnie 3 lata później zdobyła 8. miejsce z wynikiem 173 kg w ramach XXIV Mistrzostwach Świata w Ałmaty.
18 kwietnia 2016 roku zdobyła 8. miejsce z wynikiem 165 kg na Mistrzostwach Europy w Førde.